# شهرستان نورتون (کانزاس)
شهرستان نورتون، کانزاس (به انگلیسی: Norton County, Kansas) یک سکونتگاه مسکونی در ایالات متحده آمریکا است که در کانزاس واقع شده‌است.